# José Matías Delgado
José Matías Delgado y León (San Salvador, 24 février 1767 – San Salvador, 12 novembre 1832) est un prêtre et homme de loi salvadorien, un des leaders du mouvement d'indépendance du Salvador en 1811.
Opposé à l'annexion de l'Amérique centrale par l'Empire mexicain, il préside de l'Assemblée constituante des Provinces-Unies d'Amérique centrale réunie à Guatemala City le 1er juillet 1823 qui aboutit à la création de la république fédérale d'Amérique centrale.